# Сожжение Фалмута
Сожжение Фалмута — карательный рейд кораблей Королевского флота под командованием капитана Генри Моуэта против колониального порта Фалмут, штат Массачусетс (современный Портленд (Мэн), не путать с современными Фалмут (Массачусетс) и Фалмут (Мэн)) во время Американской революционной войны.
Нападение началось с бомбардировки, включая применение зажигательных снарядов, затем последовал десант для полного уничтожения города. Рейд был единственным крупным событием в задуманной кампании возмездия против портов, которые поддерживали деятельность патриотов на ранних стадиях революционной войны.
В колониях новости о набеге привели к отказу подчиняться британским властям и созданию независимых правительств. Он также подтолкнул Второй Континентальный конгресс оспорить господство британского флота путём формирования Континентального флота. Как следствие, Моуэт и его командующий, вице-адмирал Грейвз, который отдал приказ об экспедиции, пострадали профессионально.

## Предыстория
После сражений при Лексингтон и в Конкорде 19 апреля 1775 года британская армия была осаждена в Бостоне. Британцев поддерживал и снабжал флот под командованием вице-адмирала Грейвза, который действовал в соответствии с инструкцией Адмиралтейства для подавления растущего восстания. По его приказу, суда обыскивали на предмет военных грузов и мятежных депеш. С судов в отстое были сняты мачты и рули, чтобы предотвратить их использование приватирами, с легко доступных обломков недавних крушений были сняты военные припасы и снаряжение.
Капитан Генри Моуэт был в порту Фалмут в мае 1775, когда местные патриоты захватили несколько судов, доставлявших снабжение для Бостона и оружие из форта Пауналл в устье реки Пенобскот. Приказ Адмиралтейства Грейвзу (данный в июле 1775 и полученный им 4 октября) требовал,

проводить операции на морских побережьях … какие сочтёт наиболее эффективными для подавления … восстания
Оригинальный текст (англ.)carry on such Operations upon the Sea Coasts ... as you shall judge most effective for suppressing ... the Rebellion

Грейвз приказал Моуэту

опустошать, жечь и уничтожать всякий портовый город, который доступен для кораблей его величества … и, в особенности Махиас, где была взята Margueritta
Оригинальный текст (англ.)lay waste burn and destroy such Sea Port towns as are accessible to His Majesty's ships ... and particularly Machias where Margueritta was taken

## Переход в Фалмут
Моуэт собрал отряд из трех вооруженных кораблей Canso, Symmetry, Spitfire, и шхуны HMS Halifax, и 6 октября покинул Бостонскую гавань. Его инструкции допускали свободу в выборе целей, и он решил воздержаться от атак на порты на Кейп-Энн, где здания были слишком широко разбросаны для эффективного обстрела с моря. 16 октября он достиг внешнией гавани Фалмута и встал там на якорь.
Присутствие Королевского флота вызвало у населения смешанную реакцию. Некоторые признали Canso, который Моуэт ранее уже приводил в Фалмут, и считали, что никакой опасности нет, а другие, в первую очередь члены ополчения, были подозрительнее. Следующий день был безветренный: Моуэт верпованием вошел во внутреннюю гавань и встал на якорь вблизи города. Он послал одного из своих лейтенантов на берег с прокламацией заявив, что прибыл, чтобы «исполнить справедливое наказание» городу, находящемуся в состоянии бунта. Он дал горожанам два часа на эвакуацию.
Как только они получили этот ультиматум, горожане послали к Моуэту депутацию с мольбой о пощаде. Он обещал не открывать огонь, если город принесет клятву на верность королю Георгу. Они также должны сдать все стрелковое оружие и порох, а также пушки с их лафетами. В ответ на это народ Фалмута стал уходить из города. Никто не принес присяги. Было сдано небольшое число ружей, но ни одного лафета.

## Атака

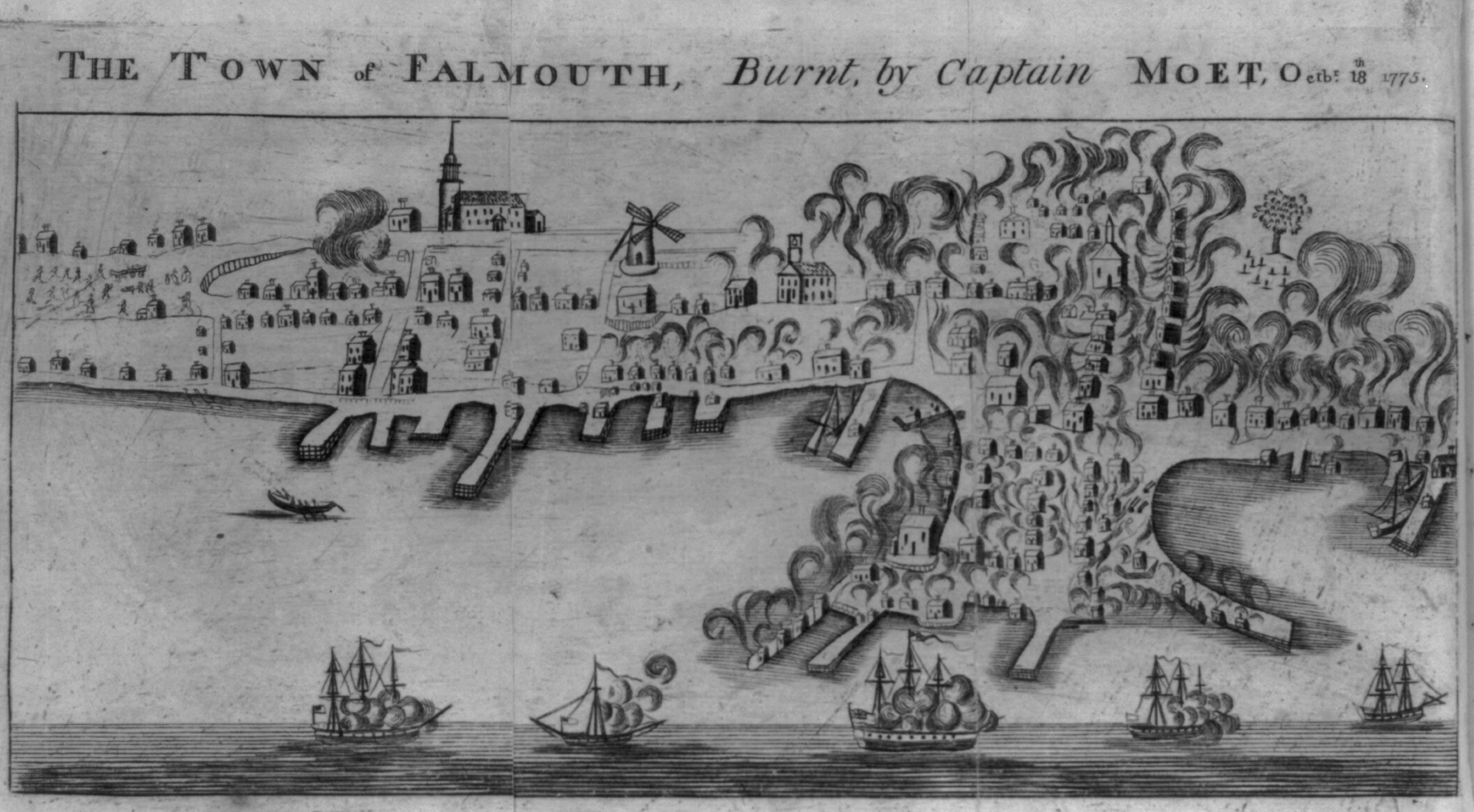
Сожжение Фалмута; гравюра 1782

Моуэт дал городу срок до 9 утра 18 октября для ответа. К 9:40 город опустел, Моуэт поднял красный флаг на мачте Canso, и приказал флоту открыть огонь. Зажигательные снаряды подожгли портовые сооружения, и большинство домов города и общественных зданий. Один из свидетелей сообщал:

Стрельба началась со всех кораблей со всей возможной быстротой, обрушивая на все части города … ужасный град ядер от трех до девяти фунтов веса, бомб, каркасов [зажигательные снаряды], заряженных гранат, картечи и пуль … Стрельба продолжалась, почти без перерывов, до шести часов
Оригинальный текст (англ.)The firing began from all the vessels with all possible briskness, discharging on all parts of the town ... a horrible shower of balls from three to nine pounds weight, bombs, carcasses, live shells, grapeshot and musketballs. ... The firing lasted, with little cessation, until six o'clock
Когда бомбардировки показалось Моуэту недостаточно, он послал десантную партию поджечь любые уцелевшие здания. Городское ополчение почти не оказало сопротивления, так как большинство из них помогали своим семьям добраться в безопасное место. Несмотря на это, некоторые британские морские пехотинцы были убиты или ранены. К вечеру, по словам Моуэта, «сердце города было сплошь в огне».

## Последствия
После бомбардировки Моуэт пошел на Бутбей, где поджег несколько домов и увел скот, но экспедиция клонилась к концу. Палубы некоторых его кораблей был недостаточно подкреплены для длительного артиллерийского огня, и многие из пушек сорвались с креплений. Он вернулся в Бостон, и оставался там до прихода зимы. Когда адмирал Грейвз был освобожден от должности в декабре 1775 года, от карательных рейдов постепенно отказались. Одним из последних действий, предпринятых в отместку за британские потери от революционных патриотов, было сожжение Норфолка, 1 января 1776 года, по настоянию лорда Данмора, королевского губернатора Вирджинии

### Оценка ущерба
Более 400 зданий и жилых домов были записаны как поврежденные или уничтоженные в результате пожара В своем рапорте Грейвзу, Моуэт заявил, что одиннадцать небольших судов были уничтожены прямо в порту, и четыре взяты, ценой одного убитого и одного раненого. Люди перед лицом зимы были предоставлены сами себе. Посетивший город человек сообщал, что через месяц «не было ни жилья, ни еды, ни домашнего хозяйства в Фалмуте».

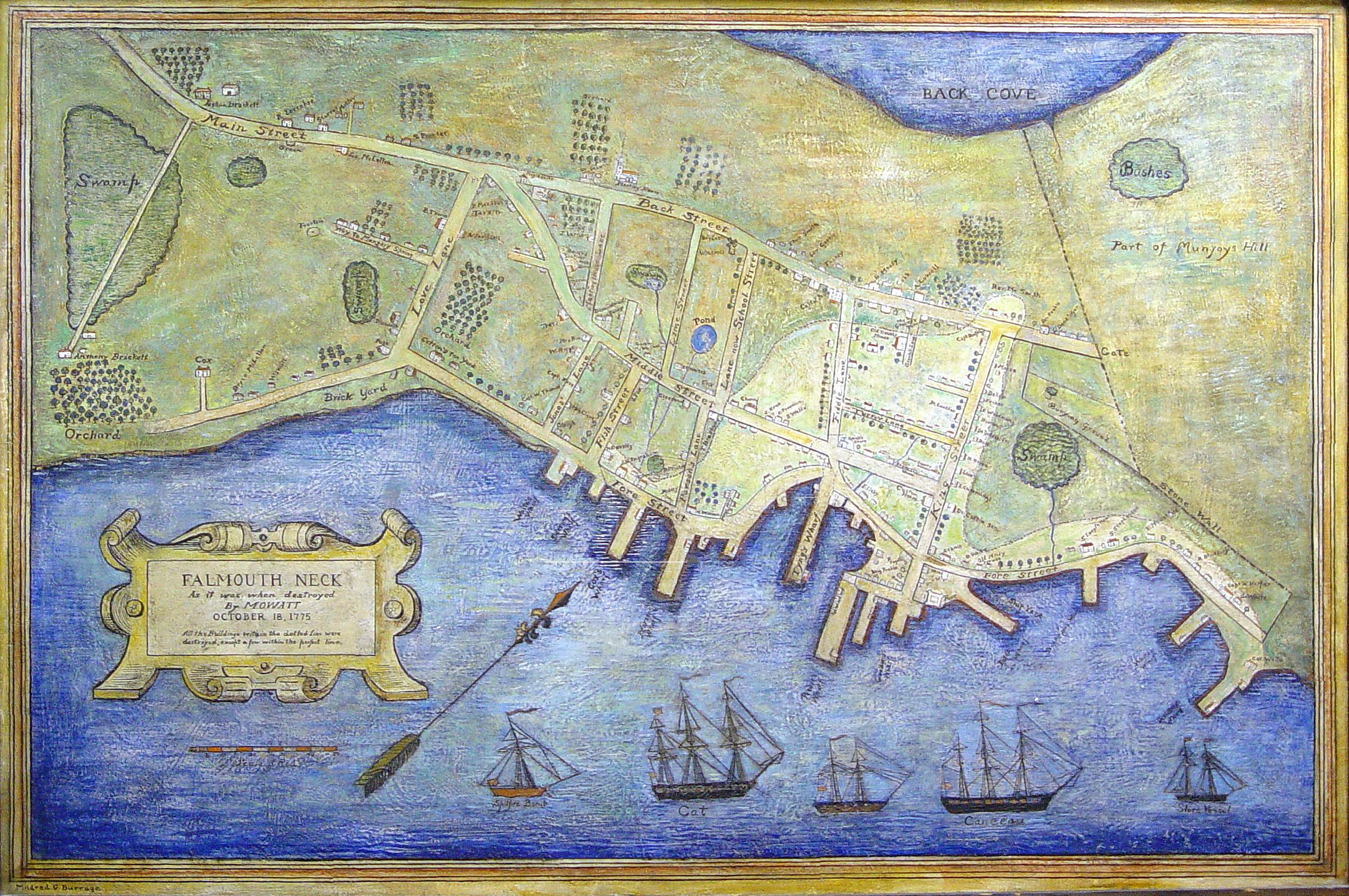
Карта 1850 г, копия начала 20-го века, изображает районы, пострадавшие от обстрела

26 октября, в городе создан комитет по сбору средств для бедствующих семей. Более 1000 человек (из населения в 2500), в том числе не менее 160 семей, остались бездомными. Провинциальный конгресс Массачусетса одобрил выделить £250 бедствующим семьям, и собрал до 15 бушелей кукурузы для распределения среди тех, кто остался без средств. Ещё в 1779 году нуждающимся семьям Фалмута были выданы дополнительные субсидии. Несмотря на многочисленные запросы ранее, значительное возмещение было сделано только в 1791 году, когда Конгресс предоставил два участка земли в качестве компенсации. На этих участках возникли города Нью-Портленд (Мэн), и Фриман. Потери города Фалмут от рейда составили более чем £50 000
Граждане Фалмута начали восстанавливать свой город. В 1784 году они построили более 40 домов и 10 магазинов. К 1797 были построены или перестроены более 400 домов, а также заводов, офисов и муниципальных зданий Часть Фалмут-нек получила политическую самостоятельность в 1786 году и образовала город Портленд.

### Политическая реакция
Вести о рейде вызвали возмущение в колониях. Пропагандисты подчеркивали его жестокость. Провинциальный конгресс Массачусетса одобрил выдачу патентов, лицензировав приватирство против Королевского флота. Второй Континентальный конгресс услышал о событии как раз когда прибыл ответ от короля Георга: Прокламация о бунте. Возмущенный этим известием, Конгресс постановил, рекомендовать всем провинциям заявить о самоуправлении и независимости от британского правления или влияния. Нападение на Фалмут подвигло Конгресс на осуществление планов по созданию Континентального флота. 30 октября он одобрил закупку двух кораблей «для защиты и обороны Соединённых колоний». Фалмутский инцидент был вновь упомянут 25 ноября, когда Конгресс принял закон, который Джон Адамс назвал «истинное рождение американского флота».
Когда новость о событии впервые достигла Англии, от неё отмахнулись как от мятежной пропаганды. Когда сообщения подтвердились, вышестоящий начальник Грейвза, лорд Жермен выразил удивление, а не возмущение, отметив:

Полагаю, что адмирал Грейвз имел серьёзную причину для такого шага
Оригинальный текст (англ.)I am to suppose that Admiral Graves had good reason for the step he took

И это несмотря на приказ (полученный Грейвзом лишь после того, как Моуэт вышел в Фалмут), предпринимать такие меры, только если город явно отказался сотрудничать с англичанами. Грейвз был освобожден от командования в декабре 1775 года, отчасти из-за его неспособности подавить морские силы мятежников. Приказ об этом Жермен издал ещё до сожжения Фалмута. Позже правительство полностью открестилось от политики «жечь и разрушать», свалив вину на Грейвза.
Вести о событии достигли также Франции, которая тщательно следила за политическими событиями в Северной Америке. Французский министр иностранных дел писал: «С трудом верится в такой абсурдный, варварский поступок со стороны просвещенной и цивилизованной нации».
Карьера Моуэта в результате тоже пострадала. Его неоднократно обходили повышением по службе, и он добивался продвижения только тогда, когда преуменьшал свою роль в том эпизоде, или полностью опускал его в документах.

## Подобные акты возмездия
30 августа 1775, капитан Королевского флота Джеймс Уоллес, командир HMS Rose, обстрелял город Стонингтон, штат Коннектикут, за то что горожане предотвратили захват тендером Rose судна, которое он преследовал, войдя в гавань. Видимо, не стремясь сжечь город, он не стрелял калеными или зажигательными ядрами. Уоллес также открыл огонь по городу Бристоль, штат Род-Айленд, в октябре 1775, после того как горожане отказались предоставить ему скот.